# Liste des médaillés aux Jeux olympiques d'été de 2016
Cet article liste les athlètes ayant remporté une médaille aux Jeux olympiques d'été de 2016 à Rio de Janeiro (Brésil).

## Athlétisme
| Épreuves          | Or | Argent | Bronze                                                                                   |
| ----------------- | --- | --- | ---------------------------------------------------------------------------------------- |
| Hommes            | | |                                                                                          |
| 100 m             | Usain Bolt (JAM)                                                                                               | Justin Gatlin (USA) | Andre De Grasse (CAN)                                                                    |
| 200 m             | Usain Bolt (JAM)                                                                                               | Andre De Grasse (CAN) | Christophe Lemaitre (FRA)                                                                |
| 400 m             | Wayde van Niekerk (RSA)                                                                                        | Kirani James (GRN) | LaShawn Merritt (USA)                                                                    |
| 800 m             | David Rudisha (KEN)                                                                                            | Taoufik Makhloufi (ALG) | Clayton Murphy (USA)                                                                     |
| 1 500 m           | Matthew Centrowitz (USA)                                                                                       | Taoufik Makhloufi (ALG) | Nick Willis (NZL)                                                                        |
| 5 000 m           | Mohamed Farah (GBR)                                                                                            | Paul Chelimo (USA) | Hagos Gebrhiwet (ETH)                                                                    |
| 10 000 m          | Mohamed Farah (GBR)                                                                                            | Paul Tanui (KEN) | Tamirat Tola (ETH)                                                                       |
| Marathon          | Eliud Kipchoge (KEN)                                                                                           | Feyisa Lilesa (ETH) | Galen Rupp (USA)                                                                         |
| 110 m haies       | Omar McLeod (JAM)                                                                                              | Orlando Ortega (ESP) | Dimitri Bascou (FRA)                                                                     |
| 400 m haies       | Kerron Clement (USA)                                                                                           | Boniface Tumuti (KEN) | Yasmani Copello (TUR)                                                                    |
| 3 000 m steeple   | Conseslus Kipruto (KEN)                                                                                        | Evan Jager (USA) | Mahiedine Mekhissi (FRA)                                                                 |
| Relais 4 × 100 m  | Jamaïque Nickel Ashmeade Kemar Bailey-Cole Yohan Blake Usain Bolt Jevaughn Minzie Asafa Powell                 | Japon Asuka Cambridge Shōta Iizuka Yoshihide Kiryū Ryōta Yamagata                                                                 | Canada Mobolade Ajomale Aaron Brown Andre De Grasse Akeem Haynes Brendon Rodney          |
| Relais 4 × 400 m  | États-Unis Kyle Clemons Arman Hall Tony McQuay LaShawn Merritt Gil Roberts David Verburg                       | Jamaïque Nathon Allen Fitzroy Dunkley Javon Francis Peter Matthews Rusheen McDonald                                               | Bahamas Chris Brown Steven Gardiner Michael Mathieu Stephen Newbold Alonzo Russell       |
| 20 km marche      | Wang Zhen (CHN)                                                                                                | Cai Zelin (CHN) | Dane Alex Bird-Smith (AUS)                                                               |
| 50 km marche      | Matej Tóth (SVK)                                                                                               | Jared Tallent (AUS) | Hirooki Arai (JPN)                                                                       |
| Saut en hauteur   | Derek Drouin (CAN)                                                                                             | Mutaz Essa Barshim (QAT) | Bohdan Bondarenko (UKR)                                                                  |
| Saut à la perche  | Thiago Braz da Silva (BRA)                                                                                     | Renaud Lavillenie (FRA) | Sam Kendricks (USA)                                                                      |
| Saut en longueur  | Jeff Henderson (USA)                                                                                           | Luvo Manyonga (RSA) | Greg Rutherford (GBR)                                                                    |
| Triple saut       | Christian Taylor (USA)                                                                                         | Will Claye (USA) | Dong Bin (CHN)                                                                           |
| Lancer du poids   | Ryan Crouser (USA)                                                                                             | Joe Kovacs (USA) | Tomas Walsh (NZL)                                                                        |
| Lancer du disque  | Christoph Harting (GER)                                                                                        | Piotr Małachowski (POL) | Daniel Jasinski (GER)                                                                    |
| Lancer du marteau | Dilshod Nazarov (TJK)                                                                                          | Ivan Tsikhan (BLR) | Wojciech Nowicki (POL)                                                                   |
| Lancer du javelot | Thomas Röhler (GER)                                                                                            | Julius Yego (KEN) | Keshorn Walcott (TRI)                                                                    |
| Décathlon         | Ashton Eaton (USA)                                                                                             | Kevin Mayer (FRA) | Damian Warner (CAN)                                                                      |
| Femmes            | | |                                                                                          |
| 100 m             | Elaine Thompson (JAM)                                                                                          | Tori Bowie (USA) | Shelly-Ann Fraser-Pryce (JAM)                                                            |
| 200 m             | Elaine Thompson (JAM)                                                                                          | Dafne Schippers (NED) | Tori Bowie (USA)                                                                         |
| 400 m             | Shaunae Miller (BAH)                                                                                           | Allyson Felix (USA) | Shericka Jackson (JAM)                                                                   |
| 800 m             | Caster Semenya (RSA)                                                                                           | Francine Niyonsaba (BDI) | Margaret Wambui (KEN)                                                                    |
| 1 500 m           | Faith Kipyegon (KEN)                                                                                           | Genzebe Dibaba (ETH) | Jennifer Simpson (USA)                                                                   |
| 5 000 m           | Vivian Cheruiyot (KEN)                                                                                         | Hellen Obiri (KEN) | Almaz Ayana (ETH)                                                                        |
| 10 000 m          | Almaz Ayana (ETH)                                                                                              | Vivian Cheruiyot (KEN) | Tirunesh Dibaba (ETH)                                                                    |
| Marathon          | Jemima Sumgong (KEN)                                                                                           | Eunice Kirwa (BRN) | Mare Dibaba (ETH)                                                                        |
| 100 m haies       | Brianna Rollins (USA)                                                                                          | Nia Ali (USA) | Kristi Castlin (USA)                                                                     |
| 400 m haies       | Dalilah Muhammad (USA)                                                                                         | Sara Slott Petersen (DEN) | Ashley Spencer (USA)                                                                     |
| 3 000 m steeple   | Ruth Jebet (BRN)                                                                                               | Hyvin Jepkemoi (KEN) | Emma Coburn (USA)                                                                        |
| Relais 4 × 100 m  | États-Unis Morolake Akinosun Tianna Bartoletta Tori Bowie Allyson Felix English Gardner                        | Jamaïque Veronica Campbell-Brown Simone Facey Shashalee Forbes Shelly-Ann Fraser-Pryce Elaine Thompson Christania Williams        | Grande-Bretagne Dina Asher-Smith Desiree Henry Daryll Neita Asha Philip                  |
| Relais 4 × 400 m  | États-Unis Taylor Ellis-Watson Allyson Felix Phyllis Francis Natasha Hastings Francena McCorory Courtney Okolo | Jamaïque Christine Day Chrisann Gordon Shericka Jackson Anneisha McLaughlin-Whilby Stephenie Ann McPherson Novlene Williams-Mills | Grande-Bretagne Emily Diamond Eilidh Doyle Kelly Massey Christine Ohuruogu Anyika Onuora |
| 20 km marche      | Liu Hong (CHN)                                                                                                 | María González (MEX) | Lü Xiuzhi (CHN)                                                                          |
| Saut en hauteur   | Ruth Beitia (ESP)                                                                                              | Mirela Demireva (BUL) | Blanka Vlašić (CRO)                                                                      |
| Saut à la perche  | Ekateríni Stefanídi (GRE)                                                                                      | Sandi Morris (USA) | Eliza McCartney (NZL)                                                                    |
| Saut en longueur  | Tianna Bartoletta (USA)                                                                                        | Brittney Reese (USA) | Ivana Španović (SRB)                                                                     |
| Triple saut       | Caterine Ibargüen (COL)                                                                                        | Yulimar Rojas (VEN) | Olga Rypakova (KAZ)                                                                      |
| Lancer du poids   | Michelle Carter (USA)                                                                                          | Valerie Adams (NZL) | Anita Márton (HUN)                                                                       |
| Lancer du disque  | Sandra Perković (CRO)                                                                                          | Mélina Robert-Michon (FRA) | Denia Caballero (CUB)                                                                    |
| Lancer du marteau | Anita Włodarczyk (POL)                                                                                         | Zhang Wenxiu (CHN) | Sophie Hitchon (GBR)                                                                     |
| Lancer du javelot | Sara Kolak (CRO)                                                                                               | Sunette Viljoen (RSA) | Barbora Špotáková (CZE)                                                                  |
| Heptathlon        | Nafissatou Thiam (BEL)                                                                                         | Jessica Ennis-Hill (GBR) | Brianne Theisen-Eaton (CAN)                                                              |

## Aviron
| Épreuves                        | Or | Argent | Bronze |
| ------------------------------- | --- | --- | --- |
| Hommes                          | | | |
| Skiff                           | Mahé Drysdale (NZL) | Damir Martin (CRO) | Ondřej Synek (CZE) |
| Deux de couple                  | Croatie Martin Sinković Valent Sinković | Lituanie Mindaugas Griškonis Saulius Ritter | Norvège Kjetil Borch Olaf Tufte |
| Deux de couple poids légers     | France Jérémie Azou Pierre Houin | Irlande Gary O'Donovan Paul O'Donovan | Norvège Kristoffer Brun Are Strandli |
| Quatre de couple                | Allemagne Hans Gruhne Lauritz Schoof Karl Schulze Philipp Wende                                                                              | Australie Alexander Belonogoff Karsten Forsterling Cameron Girdlestone James McRae                                                                    | Estonie Tõnu Endrekson Andrei Jämsä Allar Raja Kaspar Taimsoo                                                                                    |
| Deux sans barreur               | Nouvelle-Zélande Hamish Bond Eric Murray | Afrique du Sud Lawrence Brittain Shaun Keeling | Italie Giovanni Abagnale Marco Di Costanzo |
| Quatre sans barreur             | Grande-Bretagne Alex Gregory Constantine Louloudis George Nash Mohamed Sbihi                                                                 | Australie Joshua Booth Joshua Dunkley-Smith Alexander Hill William Lockwood                                                                           | Italie Matteo Castaldo Matteo Lodo Domenico Montrone Giuseppe Vicino                                                                             |
| Quatre sans barreur poids léger | Suisse Mario Gyr Simon Niepmann Simon Schürch Lucas Tramèr                                                                                   | Danemark Jacob Barsøe Kasper Winther Jørgensen Morten Jørgensen Jacob Larsen                                                                          | France Thomas Baroukh Thibault Colard Guillaume Raineau Franck Solforosi                                                                         |
| Huit                            | Grande-Bretagne Paul Bennet Scott Durant Matthew Gotrel Phelan Hill Matthew Langridge Tom Ransley Peter Reed William Satch Andy Triggs Hodge | Allemagne Felix Drahotta Malte Jakschik Eric Johannesen Andreas Kuffner Maximilian Munski Hannes Ocik Maximilian Reinelt Martin Sauer Richard Schmidt | Pays-Bas Kaj Hendriks Robert Lücken Boaz Meylink Olivier Siegelaar Boudewijn Roëll Dirk Uittenbogaard Mechiel Versluis Peter Wiersum Tone Wieten |
| Femmes                          | | | |
| Skiff                           | Kim Brennan (AUS) | Genevra Stone (USA) | Duan Jingli (CHN) |
| Deux de couple                  | Pologne Magdalena Fularczyk-Kozłowska Natalia Madaj                                                                                          | Grande-Bretagne Katherine Grainger Victoria Thornley                                                                                                  | Lituanie Donata Vištartaitė Milda Valčiukaitė |
| Deux de couple                  | Pays-Bas Maaike Head Ilse Paulis | Canada Lindsay Jennerich Patricia Obee | Chine Huang Wenyi Pan Feihong |
| Quatre de couple                | Allemagne Carina Bär Julia Lier Lisa Schmidla Annekatrin Thiele                                                                              | Pays-Bas Chantal Achterberg Nicole Beukers Carline Bouw Inge Janssen                                                                                  | Pologne Monika Ciaciuch Agnieszka Kobus Joanna Leszczyńska Maria Springwald                                                                      |
| Deux sans barreur               | Grande-Bretagne Helen Glover Heather Stanning                                                                                                | Nouvelle-Zélande Genevieve Behrent Rebecca Scown | Danemark Anne Dsane Andersen Hedvig Rasmussen |
| Huit                            | États-Unis Amanda Elmore Tessa Gobbo Elle Logan Meghan Musnicki Amanda Polk Emily Regan Lauren Schmetterling Kerry Simmonds Katelin Snyder   | Grande-Bretagne Karen Bennett Olivia Carnegie-Brown Zoe De Toledo Jessica Eddie Katie Greves Frances Houghton Zoe Lee Polly Swann Melanie Wilson      | Roumanie Mădălina Bereș Andreea Boghian Adelina Boguș Roxana Cogianu Daniela Druncea Laura Oprea Mihaela Petrilă Iuliana Popa Ioana Strungaru    |

## Badminton
| Épreuves      | Or                                      | Argent                                           | Bronze                                       |
| ------------- | --------------------------------------- | ------------------------------------------------ | -------------------------------------------- |
| Simple hommes | Chen Long (CHN)                         | Lee Chong Wei (MAS)                              | Viktor Axelsen (DEN)                         |
| Simple dames  | Carolina Marín (ESP)                    | Pusarla Venkata Sindhu (IND)                     | Nozomi Okuhara (JPN)                         |
| Double hommes | Chine Fu Haifeng Zhang Nan              | Malaisie Goh V Shem Tan Wee Kiong                | Grande-Bretagne Marcus Ellis Chris Langridge |
| Double dames  | Japon Misaki Matsutomo Ayaka Takahashi  | Danemark Christinna Pedersen Kamilla Rytter Juhl | Corée du Sud Jung Kyung-eun Shin Seung-chan  |
| Double mixte  | Indonésie Tontowi Ahmad Liliyana Natsir | Malaisie Chan Peng Soon Goh Liu Ying             | Chine Zhang Nan Zhao Yunlei                  |

## Basket-ball
| Épreuves         | Or | Argent | Bronze |
| ---------------- | --- | --- | --- |
| Tournoi masculin | États-Unis Carmelo Anthony Harrison Barnes Jimmy Butler DeMarcus Cousins DeMar DeRozan Kevin Durant Paul George Draymond Green Kyrie Irving DeAndre Jordan Kyle Lowry Klay Thompson         | Serbie Stefan Birčević Bogdan Bogdanović Nikola Jokić Stefan Jović Nikola Kalinić Milan Mačvan Stefan Marković Nemanja Nedović Miroslav Raduljica Marko Simonović Vladimir Štimac Miloš Teodosić | Espagne Álex Abrines José Manuel Calderón Víctor Claver Rudy Fernández Pau Gasol Willy Hernangómez Sergio Llull Nikola Mirotić Juan Carlos Navarro Felipe Reyes Sergio Rodríguez Ricky Rubio    |
| Tournoi féminin  | États-Unis Seimone Augustus Sue Bird Tamika Catchings Tina Charles Elena Delle Donne Sylvia Fowles Brittney Griner Angel McCoughtry Maya Moore Breanna Stewart Diana Taurasi Lindsay Whalen | Espagne Anna Cruz Silvia Domínguez Laura Gil Astou Ndour Laura Nicholls Laia Palau Lucila Pascua Laura Quevedo Leonor Rodríguez Leticia Romero Alba Torrens Marta Xargay                         | Serbie Dajana Butulija Saša Čađo Aleksandra Crvendakić Ana Dabović Milica Dabović Nevena Jovanović Sara Krnjić Jelena Milovanović Danielle Page Sonja Petrović Tamara Radočaj Dragana Stanković |

## Boxe
| Épreuves                          | Or                           | Argent                     | Bronze                       |
| --------------------------------- | ---------------------------- | -------------------------- | ---------------------------- |
| Hommes                            |                              |                            |                              |
| Poids mi-mouches Moins de 49 kg   | Hasanboy Dusmatov (UZB)      | Yuberjén Martínez (COL)    | Joahnys Argilagos (CUB)      |
| Poids mi-mouches Moins de 49 kg   | Hasanboy Dusmatov (UZB)      | Yuberjén Martínez (COL)    | Nico Hernandez (USA)         |
| Poids mouches Moins de 52 kg      | Shakhobidin Zoirov (UZB)     | Yoel Finol (VEN)           | Hu Jianguan (CHN)            |
| Poids mouches Moins de 52 kg      | Shakhobidin Zoirov (UZB)     | Yoel Finol (VEN)           | -                            |
| Poids coqs Moins de 56 kg         | Robeisy Ramírez (CUB)        | Shakur Stevenson (USA)     | Murodjon Ahmadaliyev (UZB)   |
| Poids coqs Moins de 56 kg         | Robeisy Ramírez (CUB)        | Shakur Stevenson (USA)     | Vladimir Nikitin (RUS)       |
| Poids légers Moins de 60 kg       | Robson Conceição (BRA)       | Sofiane Oumiha (FRA)       | Lázaro Álvarez (CUB)         |
| Poids légers Moins de 60 kg       | Robson Conceição (BRA)       | Sofiane Oumiha (FRA)       | Dorjnyambuu Otgondalai (MGL) |
| Poids super-légers Moins de 64 kg | Fazliddin G'oibnazarov (UZB) | Lorenzo Sotomayor (AZE)    | Vitaly Dunaytsev (RUS)       |
| Poids super-légers Moins de 64 kg | Fazliddin G'oibnazarov (UZB) | Lorenzo Sotomayor (AZE)    | Artem Harutiunian (GER)      |
| Poids welters Moins de 69 kg      | Daniyar Yeleussinov (KAZ)    | Shakhram Giyasov (UZB)     | Souleymane Cissokho (FRA)    |
| Poids welters Moins de 69 kg      | Daniyar Yeleussinov (KAZ)    | Shakhram Giyasov (UZB)     | Mohamed Rabii (MAR)          |
| Poids moyens Moins de 75 kg       | Arlen López (CUB)            | Bektemir Melikuziev (UZB)  | Kamran Şahsuvarlı (AZE)      |
| Poids moyens Moins de 75 kg       | Arlen López (CUB)            | Bektemir Melikuziev (UZB)  | Misael Rodríguez (MEX)       |
| Poids mi-lourds Moins de 81 kg    | Julio César de la Cruz (CUB) | Adilbek Niyazymbetov (KAZ) | Mathieu Bauderlique (FRA)    |
| Poids mi-lourds Moins de 81 kg    | Julio César de la Cruz (CUB) | Adilbek Niyazymbetov (KAZ) | Joshua Buatsi (GBR)          |
| Poids lourds Moins de 91 kg       | Yevgeniy Tishchenko (RUS)    | Vassiliy Levit (KAZ)       | Erislandy Savón (CUB)        |
| Poids lourds Moins de 91 kg       | Yevgeniy Tishchenko (RUS)    | Vassiliy Levit (KAZ)       | Rustam Tulaganov (UZB)       |
| Poids super-lourds Plus de 91 kg  | Tony Yoka (FRA)              | Joe Joyce (GBR)            | Ivan Dychko (KAZ)            |
| Poids super-lourds Plus de 91 kg  | Tony Yoka (FRA)              | Joe Joyce (GBR)            | Filip Hrgović (CRO)          |
| Femmes                            |                              |                            |                              |
| Poids mouches Moins de 51 kg      | Nicola Adams (GBR)           | Sarah Ourahmoune (FRA)     | Ren Cancan (CHN)             |
| Poids mouches Moins de 51 kg      | Nicola Adams (GBR)           | Sarah Ourahmoune (FRA)     | Ingrit Valencia (COL)        |
| Poids légers Moins de 60 kg       | Estelle Mossely (FRA)        | Yin Junhua (CHN)           | Anastasia Beliakova (RUS)    |
| Poids légers Moins de 60 kg       | Estelle Mossely (FRA)        | Yin Junhua (CHN)           | Mira Potkonen (FIN)          |
| Poids moyens Moins de 75 kg       | Claressa Shields (USA)       | Nouchka Fontijn (NED)      | Li Qian (CHN)                |
| Poids moyens Moins de 75 kg       | Claressa Shields (USA)       | Nouchka Fontijn (NED)      | Dariga Shakimova (KAZ)       |

## Canoë-kayak

### Course en ligne
| Épreuves   | Or                                                                   | Argent                                                                   | Bronze                                                                             |
| ---------- | -------------------------------------------------------------------- | ------------------------------------------------------------------------ | ---------------------------------------------------------------------------------- |
| Hommes     |                                                                      |                                                                          |                                                                                    |
| C1 200 m   | Yuriy Cheban (UKR)                                                   | Valentin Demyanenko (AZE)                                                | Isaquias Queiroz (BRA)                                                             |
| C1 1 000 m | Sebastian Brendel (GER)                                              | Isaquias Queiroz (BRA)                                                   | Ilia Shtokalov (RUS)                                                               |
| C2 1 000 m | Allemagne Sebastian Brendel Jan Vandrey                              | Brésil Isaquias Queiroz Erlon Silva                                      | Ukraine Taras Mishchuk Dmytro Yanchuk                                              |
| K1 200 m   | Liam Heath (GBR)                                                     | Maxime Beaumont (FRA)                                                    | Saúl Craviotto (ESP) Ronald Rauhe (GER)                                            |
| K1 1 000 m | Marcus Walz (ESP)                                                    | Josef Dostál (CZE)                                                       | Roman Anoshkin (RUS)                                                               |
| K2 200 m   | Espagne Saúl Craviotto Cristian Toro                                 | Grande-Bretagne Liam Heath Jon Schofield                                 | Lituanie Aurimas Lankas Edvinas Ramanauskas                                        |
| K2 1 000 m | Allemagne Marcus Gross Max Rendschmidt                               | Serbie Marko Tomićević Milenko Zorić                                     | Australie Lachlan Tame Ken Wallace                                                 |
| K4 1 000 m | Allemagne Marcus Gross Max Hoff Tom Liebscher Max Rendschmidt        | Slovaquie Tibor Linka Denis Myšák Juraj Tarr Erik Vlček                  | République tchèque Josef Dostál Daniel Havel Jan Štěrba Lukáš Trefil               |
| Femmes     |                                                                      |                                                                          |                                                                                    |
| K1 200 m   | Lisa Carrington (NZL)                                                | Marta Walczykiewicz (POL)                                                | Inna Osypenko-Radomska (AZE)                                                       |
| K1 500 m   | Danuta Kozák (HUN)                                                   | Emma Jørgensen (DEN)                                                     | Lisa Carrington (NZL)                                                              |
| K2 500 m   | Hongrie Danuta Kozák Gabriella Szabó                                 | Allemagne Tina Dietze Franziska Weber                                    | Pologne Beata Mikołajczyk Karolina Naja                                            |
| K4 500 m   | Hongrie Tamara Csipes Krisztina Fazekas Danuta Kozák Gabriella Szabó | Allemagne Tina Dietze Sabrina Hering Steffi Kriegerstein Franziska Weber | Biélorussie Volha Khudzenka Nadzeya Liapeshka Maryna Litvinchuk Marharyta Makhneva |

### Slalom
| Épreuves | Or                                       | Argent                                          | Bronze                                |
| -------- | ---------------------------------------- | ----------------------------------------------- | ------------------------------------- |
| Hommes   |                                          |                                                 |                                       |
| C1       | Denis Gargaud Chanut (FRA)               | Matej Beňuš (SVK)                               | Takuya Haneda (JPN)                   |
| C2       | Slovaquie Ladislav Škantár Peter Škantár | Grande-Bretagne David Florence Richard Hounslow | France Gauthier Klauss Matthieu Péché |
| K1       | Joseph Clarke (GBR)                      | Peter Kauzer (SLO)                              | Jiří Prskavec (CZE)                   |
| Femmes   |                                          |                                                 |                                       |
| K1       | Maialen Chourraut (ESP)                  | Luuka Jones (NZL)                               | Jessica Fox (AUS)                     |

## Cyclisme

### BMX
| Épreuves | Or                  | Argent                 | Bronze                  |
| -------- | ------------------- | ---------------------- | ----------------------- |
| Hommes   | Connor Fields (USA) | Jelle van Gorkom (NED) | Carlos Ramírez (COL)    |
| Femmes   | Mariana Pajón (COL) | Alise Post (USA)       | Stefany Hernández (VEN) |

### Piste
| Épreuves              | Or                                                                             | Argent                                                                   | Bronze                                                                        |
| --------------------- | ------------------------------------------------------------------------------ | ------------------------------------------------------------------------ | ----------------------------------------------------------------------------- |
| Hommes                |                                                                                |                                                                          |                                                                               |
| Keirin                | Jason Kenny (GBR)                                                              | Matthijs Büchli (NED)                                                    | Azizulhasni Awang (MAS)                                                       |
| Omnium                | Elia Viviani (ITA)                                                             | Mark Cavendish (GBR)                                                     | Lasse Norman Hansen (DEN)                                                     |
| Poursuite par équipes | Grande-Bretagne Steven Burke Edward Clancy Owain Doull Bradley Wiggins         | Australie Jack Bobridge Alexander Edmondson Michael Hepburn Sam Welsford | Danemark Lasse Norman Hansen Niklas Larsen Frederik Madsen Casper von Folsach |
| Vitesse individuelle  | Jason Kenny (GBR)                                                              | Callum Skinner (GBR)                                                     | Denis Dmitriev (RUS)                                                          |
| Vitesse par équipes   | Grande-Bretagne Philip Hindes Jason Kenny Callum Skinner                       | Nouvelle-Zélande Ethan Mitchell Sam Webster Edward Dawkins               | France Grégory Baugé François Pervis Michaël D'Almeida                        |
| Femmes                |                                                                                |                                                                          |                                                                               |
| Keirin                | Elis Ligtlee (NED)                                                             | Rebecca James (GBR)                                                      | Anna Meares (AUS)                                                             |
| Omnium                | Laura Trott (GBR)                                                              | Sarah Hammer (USA)                                                       | Jolien D'Hoore (BEL)                                                          |
| Poursuite par équipes | Grande-Bretagne Katie Archibald Laura Trott Elinor Barker Joanna Rowsell-Shand | États-Unis Sarah Hammer Kelly Catlin Chloé Dygert Jennifer Valente       | Canada Allison Beveridge Jasmin Glaesser Kirsti Lay Georgia Simmerling        |
| Vitesse individuelle  | Kristina Vogel (GER)                                                           | Rebecca James (GBR)                                                      | Katy Marchant (GBR)                                                           |
| Vitesse par équipes   | Chine Gong Jinjie Zhong Tianshi                                                | Russie Daria Shmeleva Anastasiia Voinova                                 | Allemagne Kristina Vogel Miriam Welte                                         |

### Route
| Épreuves         | Or                         | Argent                  | Bronze                     |
| ---------------- | -------------------------- | ----------------------- | -------------------------- |
| Hommes           |                            |                         |                            |
| Course en ligne  | Greg Van Avermaet (BEL)    | Jakob Fuglsang (DEN)    | Rafał Majka (POL)          |
| Contre-la-montre | Fabian Cancellara (SUI)    | Tom Dumoulin (NED)      | Christopher Froome (GBR)   |
| Femmes           |                            |                         |                            |
| Course en ligne  | Anna van der Breggen (NED) | Emma Johansson (SWE)    | Elisa Longo Borghini (ITA) |
| Contre-la-montre | Kristin Armstrong (USA)    | Olga Zabelinskaïa (RUS) | Anna van der Breggen (NED) |

### VTT
| Épreuves | Or                   | Argent                  | Bronze                      |
| -------- | -------------------- | ----------------------- | --------------------------- |
| Hommes   | Nino Schurter (SUI)  | Jaroslav Kulhavý (CZE)  | Carlos Coloma Nicolás (ESP) |
| Femmes   | Jenny Rissveds (SWE) | Maja Włoszczowska (POL) | Catharine Pendrel (CAN)     |

## Équitation
| Épreuves                     | Or | Argent | Bronze |
| ---------------------------- | --- | --- | --- |
| Concours complet individuel  | Michael Jung (GER) sur Sam FBW | Astier Nicolas (FRA) sur Piaf de B'Neville                                                                                             | Phillip Dutton (USA) sur Mighty Nice |
| Concours complet par équipes | France Karim Laghouag sur Entebbe Thibaut Vallette sur Qing du Briot Mathieu Lemoine sur Bart L Astier Nicolas sur Piaf de B'Neville                             | Allemagne Julia Krajewski sur Samourai du Thot Sandra Auffarth sur Opgun Louvo Ingrid Klimke sur Hale-Bob Old Michael Jung sur Sam FBW | Australie Shane Rose sur CP Qualified Stuart Tinney sur Pluto Mio Sam Griffiths sur Paulank Brockagh Christopher Burton sur Santano II        |
| Dressage individuel          | Charlotte Dujardin (GBR) sur Valegro | Isabell Werth (GBR) sur Weihegold Old                                                                                                  | Kristina Sprehe (GER) sur Desperados FRH |
| Dressage par équipes         | Allemagne Sönke Rothenberger sur Cosmo Dorothee Schneider sur Showtime FRH Kristina Sprehe sur Desperados FRH Isabell Werth sur Weihegold Old                    | Grande-Bretagne Spencer Wilton sur Super Nova II Fiona Bigwood sur Orthilia Carl Hester sur Nip Tuck Charlotte Dujardin sur Valegro    | États-Unis Allison Brock sur Rosevelt Kasey Perry-Glass sur Dublet Steffen Peters sur Legolas 92 Laura Graves sur Verdades                    |
| Saut d'obstacles individuel  | Nick Skelton (GBR) sur Big Star | Peder Fredricson (SWE) sur All In | Éric Lamaze (CAN) sur Fine Lady 5 |
| Saut d'obstacles par équipes | France Roger-Yves Bost sur Sydney Une Prince Pénélope Leprévost sur Flora de Mariposa Philippe Rozier sur Rahotep de Toscane Kevin Staut sur Rêveur de Hurtebise | États-Unis Kent Farrington sur Voyeur Lucy Davis sur Barron McLain Ward sur Azur Beezie Madden sur Cortes 'C'                          | Allemagne Christian Ahlmann sur Taloubet Z Meredith Michaels-Beerbaum sur Fibonacci Daniel Deußer sur First Class Ludger Beerbaum sur Casello |

## Escrime
| Épreuves            | Or                                                                      | Argent                                                                    | Bronze                                                                           |
| ------------------- | ----------------------------------------------------------------------- | ------------------------------------------------------------------------- | -------------------------------------------------------------------------------- |
| Hommes              |                                                                         |                                                                           |                                                                                  |
| Épée individuelle   | Park Sang-young (KOR)                                                   | Géza Imre (HUN)                                                           | Gauthier Grumier (FRA)                                                           |
| Épée par équipes    | France Yannick Borel Daniel Jérent Gauthier Grumier Jean-Michel Lucenay | Italie Marco Fichera Enrico Garozzo Paolo Pizzo Andrea Santarelli         | Hongrie Gábor Boczkó Géza Imre András Rédli Péter Somfai                         |
| Fleuret individuel  | Daniele Garozzo (ITA)                                                   | Alexander Massialas (USA)                                                 | Timur Safin (RUS)                                                                |
| Fleuret par équipes | Russie Artur Akhmatkhuzin Aleksey Cheremisinov Timur Safin              | France Jérémy Cadot Enzo Lefort Erwann Le Péchoux Jean-Paul Tony-Helissey | États-Unis Miles Chamley-Watson Race Imboden Alexander Massialas Gerek Meinhardt |
| Sabre individuel    | Áron Szilágyi (HUN)                                                     | Daryl Homer (USA)                                                         | Kim Jung-hwan (KOR)                                                              |
| Femmes              |                                                                         |                                                                           |                                                                                  |
| Épée individuelle   | Emese Szász (HUN)                                                       | Rossella Fiamingo (ITA)                                                   | Sun Yiwen (CHN)                                                                  |
| Épée par équipes    | Roumanie Loredana Dinu Simona Gherman Simona Pop Ana Maria Popescu      | Chine Hao Jialu Sun Yiwen Sun Yujie Xu Anqi                               | Russie Olga Kochneva Violetta Kolobova Tatiana Logunova Lyubov Shutova           |
| Fleuret individuel  | Inna Deriglazova (RUS)                                                  | Elisa Di Francisca (ITA)                                                  | Inès Boubakri (TUN)                                                              |
| Sabre individuel    | Yana Egorian (RUS)                                                      | Sofia Velikaïa (RUS)                                                      | Olha Kharlan (UKR)                                                               |
| Sabre par équipes   | Russie Ekaterina Dyachenko Yana Egorian Yuliya Gavrilova Sofia Velikaïa | Ukraine Olha Kharlan Alina Komachtchouk Olena Kravatska Olena Voronina    | États-Unis Monica Aksamit Ibtihaj Muhammad Dagmara Wozniak Mariel Zagunis        |

## Football
| Épreuves         | Or | Argent | Bronze |
| ---------------- | --- | --- | --- |
| Tournoi masculin | Brésil Felipe Anderson Renato Augusto Rodrigo Caio Rodrigo Dourado Gabriel Gabriel Jesus Luan Luan Vieira Thiago Maia Marquinhos Neymar Rafinha Douglas Santos Uilson Walace Weverton William Zeca                                                                                                   | Allemagne Robert Bauer Lars Bender Sven Bender Julian Brandt Max Christiansen Matthias Ginter Leon Goretzka Serge Gnabry Timo Horn Jannik Huth Lukas Klostermann Philipp Max Max Meyer Nils Petersen Grischa Prömel Davie Selke Niklas Süle Jeremy Toljan                                                             | Nigeria Junior Ajayi Daniel Akpeyi Stanley Amuzie Emmanuel Daniel Saturday Erimuya Oghenekaro Etebo Imoh Ezekiel Kingsley Madu John Obi Mikel Usman Mohammed Azubuike Okechukwu Popoola Saliu Abdullahi Shehu Seth Sincere William Troost-Ekong Ndifreke Udo Aminu Umar Sadiq Umar       |
| Tournoi féminin  | Allemagne Saskia Bartusiak Melanie Behringer Laura Benkarth Sara Däbritz Lena Goeßling Almuth Schult Josephine Henning Svenja Huth Mandy Islacker Tabea Kemme Isabel Kerschowski Annike Krahn Simone Laudehr Melanie Leupolz Leonie Maier Dzsenifer Marozsán Anja Mittag Babett Peter Alexandra Popp | Suède Jonna Andersson Emilia Appelqvist Kosovare Asllani Emma Berglund Stina Blackstenius Hilda Carlén Lisa Dahlkvist Magdalena Eriksson Nilla Fischer Pauline Hammarlund Sofia Jakobsson Hedvig Lindahl Fridolina Rolfö Elin Rubensson Jessica Samuelsson Lotta Schelin Olivia Schough Caroline Seger Linda Sembrant | Canada Janine Beckie Josée Bélanger Kadeisha Buchanan Allysha Chapman Sabrina D'Angelo Jessie Fleming Stephanie Labbé Ashley Lawrence Diana Matheson Nichelle Prince Quinn Deanne Rose Sophie Schmidt Desiree Scott Christine Sinclair Melissa Tancredi Rhian Wilkinson Shelina Zadorsky |

## Golf
| Épreuves | Or                | Argent               | Bronze              |
| -------- | ----------------- | -------------------- | ------------------- |
| Hommes   | Justin Rose (GBR) | Henrik Stenson (SWE) | Matt Kuchar (USA)   |
| Femmes   | Inbee Park (KOR)  | Lydia Ko (NZL)       | Shanshan Feng (CHN) |

## Gymnastique

### Artistique
| Épreuves                    | Or                                                                                    | Argent                                                                                   | Bronze                                                        |
| --------------------------- | ------------------------------------------------------------------------------------- | ---------------------------------------------------------------------------------------- | ------------------------------------------------------------- |
| Hommes                      |                                                                                       |                                                                                          |                                                               |
| Concours par équipes        | Japon Ryōhei Katō Kenzō Shirai Yūsuke Tanaka Kōhei Uchimura Kōji Yamamuro             | Russie Denis Ablyazin David Belyavskiy Mykola Kuksenkov Nikita Nagornyy Ivan Stretovich  | Chine Deng Shudi Lin Chaopan Liu Yang You Hao Zhang Chenglong |
| Concours général individuel | Kōhei Uchimura (JPN)                                                                  | Oleh Vernyayev (UKR)                                                                     | Max Whitlock (GBR)                                            |
| Sol                         | Max Whitlock (GBR)                                                                    | Diego Hypólito (BRA)                                                                     | Arthur Mariano (BRA)                                          |
| Cheval d'arçon              | Max Whitlock (GBR)                                                                    | Louis Smith (GBR)                                                                        | Alexander Naddour (USA)                                       |
| Anneaux                     | Elefthérios Petroúnias (GRE)                                                          | Arthur Zanetti (BRA)                                                                     | Denis Ablyazin (RUS)                                          |
| Saut de cheval              | Ri Se-gwang (PRK)                                                                     | Denis Ablyazin (RUS)                                                                     | Kenzō Shirai (JPN)                                            |
| Barres parallèles           | Oleh Vernyayev (UKR)                                                                  | Danell Leyva (USA)                                                                       | David Belyavskiy (RUS)                                        |
| Barre fixe                  | Fabian Hambüchen (GER)                                                                | Danell Leyva (USA)                                                                       | Nile Wilson (GBR)                                             |
| Femmes                      |                                                                                       |                                                                                          |                                                               |
| Concours par équipes        | États-Unis Simone Biles Gabrielle Douglas Lauren Hernandez Madison Kocian Aly Raisman | Russie Angelina Melnikova Aliya Mustafina Maria Paseka Daria Spiridonova Seda Tutkhalian | Chine Fan Yilin Mao Yin Tan Jiaxin Shang Chunsong Wang Yan    |
| Concours général individuel | Simone Biles (USA)                                                                    | Aly Raisman (USA)                                                                        | Aliya Mustafina (USA)                                         |
| Saut de cheval              | Simone Biles (USA)                                                                    | Maria Paseka (RUS)                                                                       | Giulia Steingruber (SUI)                                      |
| Barres asymétriques         | Aliya Mustafina (RUS)                                                                 | Madison Kocian (USA)                                                                     | Sophie Scheder (GER)                                          |
| Poutre                      | Sanne Wevers (NED)                                                                    | Lauren Hernandez (USA)                                                                   | Simone Biles (USA)                                            |
| Sol                         | Simone Biles (USA)                                                                    | Aly Raisman (USA)                                                                        | Amy Tinkler (GBR)                                             |

### Rythmique
| Épreuves    | Or                                                                                                 | Argent                                                                               | Bronze |
| ----------- | -------------------------------------------------------------------------------------------------- | ------------------------------------------------------------------------------------ | --- |
| Individuel  | Margarita Mamun (RUS)                                                                              | Yana Kudryavtseva (RUS)                                                              | Hanna Rizatdinova (UKR)                                                                                         |
| Par équipes | Russie Vera Biriukova Anastasia Bliznyuk Anastasiia Maksimova Anastasiia Tatareva Maria Tolkacheva | Espagne Sandra Aguilar Artemi Gavezou Elena López Lourdes Mohedano Alejandra Quereda | Bulgarie Reneta Kamberova Lyubomira Kazanova Mihaela Maevska-Velichkova Tsvetelina Naydenova Hristiana Todorova |

## Haltérophilie
| Épreuves        | Or                     | Argent                      | Bronze                     |
| --------------- | ---------------------- | --------------------------- | -------------------------- |
| Hommes          |                        |                             |                            |
| Moins de 56 kg  | Long Qingquan (CHN)    | Om Yun-chol (PRK)           | Sinphet Kruaithong (THA)   |
| Moins de 62 kg  | Óscar Figueroa (COL)   | Eko Yuli Irawan (INA)       | Farkhad Kharki (KAZ)       |
| Moins de 69 kg  | Shi Zhiyong (CHN)      | Daniyar İsmayilov (TUR)     | Luis Javier Mosquera (COL) |
| Moins de 77 kg  | Lu Xiaojun (CHN)       | Mohamed Ihab (EGY)          | Chatuphum Chinnawong (THA) |
| Moins de 85 kg  | Kianoush Rostami (IRI) | Tian Tao (CHN)              | Denis Ulanov (KAZ)         |
| Moins de 94 kg  | Sohrab Moradi (IRI)    | Vadzim Straltsou (BLR)      | Aurimas Didžbalis (LTU)    |
| Moins de 105 kg | Ruslan Nurudinov (UZB) | Simon Martirosyan (ARM)     | Aleksandr Zaychikov (KAZ)  |
| Plus de 105 kg  | Lasha Talakhadze (GEO) | Gor Minasyan (ARM)          | Irakli Turmanidze (GEO)    |
| Femmes          |                        |                             |                            |
| Moins de 48 kg  | Sopita Tanasan (THA)   | Sri Wahyuni Agustiani (INA) | Hiromi Miyake (JPN)        |
| Moins de 53 kg  | Hsu Shu-ching (TPE)    | Hidilyn Diaz (PHI)          | Yoon Jin-hee (KOR)         |
| Moins de 58 kg  | Sukanya Srisurat (THA) | Pimsiri Sirikaew (THA)      | Kuo Hsing-chun (TPE)       |
| Moins de 63 kg  | Deng Wei (CHN)         | Choe Hyo-sim (PRK)          | Karina Goricheva (KAZ)     |
| Moins de 69 kg  | Xiang Yanmei (CHN)     | Zhazira Zhapparkul (KAZ)    | Sara Ahmed (EGY)           |
| Moins de 75 kg  | Rim Jong-sim (PRK)     | Darya Naumava (BLR)         | Lidia Valentín (ESP)       |
| Plus de 75 kg   | Meng Suping (CHN)      | Kim Kuk-hyang (PRK)         | Sarah Robles (USA)         |

## Handball
| Épreuves         | Or | Argent | Bronze |
| ---------------- | --- | --- | --- |
| Tournoi masculin | Danemark Mads Christiansen Michael Damgaard Jannick Green Mikkel Hansen Niklas Landin Jacobsen Mads Mensah Larsen Henrik Møllgaard Casper Ulrich Mortensen Jesper Nøddesbo Morten Olsen Kasper Søndergaard Lasse Svan Hansen Henrik Toft Hansen René Toft Hansen | France Luc Abalo Adrien Dipanda Ludovic Fabregas Vincent Gérard Mathieu Grébille Michaël Guigou Luka Karabatic Nikola Karabatic Kentin Mahé Daniel Narcisse Timothey N'Guessan Olivier Nyokas Thierry Omeyer Valentin Porte Cédric Sorhaindo                                 | Allemagne Christian Dissinger Paul Drux Steffen Fäth Uwe Gensheimer Patrick Groetzki Kai Häfner Silvio Heinevetter Julius Kühn Finn Lemke Hendrik Pekeler Tobias Reichmann Martin Strobel Fabian Wiede Patrick Wiencek Andreas Wolff              |
| Tournoi féminin  | Russie Olga Akopian Irina Bliznova Vladlena Bobrovnikova Daria Dmitrieva Tatiana Erokhina Ekaterina Ilina Victoria Jilinskaïté Victoria Kalinina Polina Kouznetsova Ekaterina Marennikova Maïa Petrova Anna Sedoïkina Anna Sen Marina Soudakova Anna Viakhireva  | France Camille Ayglon-Saurina Chloé Bulleux Blandine Dancette Siraba Dembélé Béatrice Edwige Laura Glauser Tamara Horacek Manon Houette Alexandra Lacrabère Laurisa Landre Amandine Leynaud Gnonsiane Niombla Estelle Nze Minko Allison Pineau Marie Prouvensier Grâce Zaadi | Norvège Ida Alstad Emilie Hegh Arntzen Marit Malm Frafjord Kari Aalvik Grimsbø Camilla Herrem Veronica Kristiansen Amanda Kurtovic Heidi Løke Katrine Lunde Mari Molid Nora Mørk Stine Bredal Oftedal Linn-Kristin Riegelhuth Koren Sanna Solberg |

## Hockey sur gazon
| Épreuves         | Or | Argent | Bronze |
| ---------------- | --- | --- | --- |
| Tournoi masculin | Argentine Manuel Brunet Facundo Callioni Juan Ignacio Gilardi Pedro Ibarra Isidoro Ibarra Juan Martín López Luca Masso Agustín Mazzilli Joaquín Menini Ignacio Ortíz Matías Paredes Gonzalo Peillat Lucas Rey Matías Rey Lucas Rossi Juan Manuel Saladino Lucas Vila Juan Vivaldi | Belgique Gauthier Boccard Tom Boon Thomas Briels Cédric Charlier Tanguy Cosyns Félix Denayer Sébastien Dockier John-John Dohmen Simon Gougnard Loick Luypaert Emmanuel Stockbroekx Jérôme Truyens Vincent Vanasch Florent van Aubel Arthur Van Doren Elliot Van Strydonck | Allemagne Linus Butt Florian Fuchs Moritz Fürste Mats Grambusch Tom Grambusch Martin Häner Tobias Hauke Timm Herzbruch Nicolas Jacobi Mathias Müller Timur Oruz Christopher Rühr Moritz Trompertz Niklas Wellen Christopher Wesley Martin Zwicker                           |
| Tournoi féminin  | Grande-Bretagne Giselle Ansley Sophie Bray Crista Cullen Alex Danson Maddie Hinch Hannah Macleod Shona McCallin Lily Owsley Sam Quek Helen Richardson-Walsh Kate Richardson-Walsh Susannah Townsend Georgie Twigg Laura Unsworth Hollie Webb Nicola White                         | Pays-Bas Willemijn Bos Eva de Goede Xan de Waard Ellen Hoog Kelly Jonker Marloes Keetels Laurien Leurink Maartje Paumen Joyce Sombroek Naomi van As Carlien Dirkse van den Heuvel Margot van Geffen Caia van Maasakker Kitty van Male Maria Verschoor Lidewij Welten      | Allemagne Lisa Altenburg Franzisca Hauke Hannah Krüger Nike Lorenz Marie Mävers Julia Müller Janne Müller-Wieland Pia-Sophie Oldhafer Selin Oruz Katharina Otte Cecile Pieper Kristina Reynolds Anne Schröder Lisa Schütze Annika Sprink Charlotte Stapenhorst Jana Teschke |

## Judo
| Épreuves        | Or                       | Argent                      | Bronze                        |
| --------------- | ------------------------ | --------------------------- | ----------------------------- |
| Hommes          |                          |                             |                               |
| Moins de 60 kg  | Beslan Mudranov (RUS)    | Yeldos Smetov (KAZ)         | Naohisa Takatō (JPN)          |
| Moins de 60 kg  | Beslan Mudranov (RUS)    | Yeldos Smetov (KAZ)         | Diyorbek Urozboev (UZB)       |
| Moins de 66 kg  | Fabio Basile (ITA)       | An Baul (KOR)               | Rishod Sobirov (UZB)          |
| Moins de 66 kg  | Fabio Basile (ITA)       | An Baul (KOR)               | Masashi Ebinuma (JPN)         |
| Moins de 73 kg  | Shohei Ōno (JPN)         | Rüstəm Orucov (AZE)         | Lasha Shavdatuashvili (GEO)   |
| Moins de 73 kg  | Shohei Ōno (JPN)         | Rüstəm Orucov (AZE)         | Dirk Van Tichelt (BEL)        |
| Moins de 81 kg  | Khasan Khalmurzaev (RUS) | Travis Stevens (USA)        | Sergiu Toma (UAE)             |
| Moins de 81 kg  | Khasan Khalmurzaev (RUS) | Travis Stevens (USA)        | Takanori Nagase (JPN)         |
| Moins de 90 kg  | Mashu Baker (JPN)        | Varlam Liparteliani (GEO)   | Gwak Dong-han (KOR)           |
| Moins de 90 kg  | Mashu Baker (JPN)        | Varlam Liparteliani (GEO)   | Cheng Xunzhao (CHN)           |
| Moins de 100 kg | Lukáš Krpálek (CZE)      | Elmar Qasımov (AZE)         | Cyrille Maret (FRA)           |
| Moins de 100 kg | Lukáš Krpálek (CZE)      | Elmar Qasımov (AZE)         | Ryunosuke Haga (JPN)          |
| Plus de 100 kg  | Teddy Riner (FRA)        | Hisayoshi Harasawa (JPN)    | Or Sasson (ISR)               |
| Plus de 100 kg  | Teddy Riner (FRA)        | Hisayoshi Harasawa (JPN)    | Rafael Silva (BRA)            |
| Femmes          |                          |                             |                               |
| Moins de 48 kg  | Paula Pareto (ARG)       | Jeong Bo-kyeong (KOR)       | Ami Kondō (JPN)               |
| Moins de 48 kg  | Paula Pareto (ARG)       | Jeong Bo-kyeong (KOR)       | Otgontsetseg Galbadrakh (KAZ) |
| Moins de 52 kg  | Majlinda Kelmendi (KOS)  | Odette Giuffrida (ITA)      | Misato Nakamura (JPN)         |
| Moins de 52 kg  | Majlinda Kelmendi (KOS)  | Odette Giuffrida (ITA)      | Natalia Kuzyutina (RUS)       |
| Moins de 57 kg  | Rafaela Silva (BRA)      | Dorjsürengiin Sumiyaa (MGL) | Telma Monteiro (POR)          |
| Moins de 57 kg  | Rafaela Silva (BRA)      | Dorjsürengiin Sumiyaa (MGL) | Kaori Matsumoto (JPN)         |
| Moins de 63 kg  | Tina Trstenjak (SLO)     | Clarisse Agbegnenou (FRA)   | Yarden Gerbi (ISR)            |
| Moins de 63 kg  | Tina Trstenjak (SLO)     | Clarisse Agbegnenou (FRA)   | Anicka van Emden (NED)        |
| Moins de 70 kg  | Haruka Tachimoto (JPN)   | Yuri Alvear (COL)           | Sally Conway (GBR)            |
| Moins de 70 kg  | Haruka Tachimoto (JPN)   | Yuri Alvear (COL)           | Laura Vargas-Koch (GER)       |
| Moins de 78 kg  | Kayla Harrison (USA)     | Audrey Tcheuméo (FRA)       | Mayra Aguiar (BRA)            |
| Moins de 78 kg  | Kayla Harrison (USA)     | Audrey Tcheuméo (FRA)       | Anamari Velenšek (SLO)        |
| Plus de 78 kg   | Émilie Andéol (FRA)      | Idalys Ortíz (CUB)          | Kanae Yamabe (JPN)            |
| Plus de 78 kg   | Émilie Andéol (FRA)      | Idalys Ortíz (CUB)          | Yu Song (CHN)                 |

## Lutte

### Gréco-romaine
| Épreuves        | Or                      | Argent                  | Bronze                    |
| --------------- | ----------------------- | ----------------------- | ------------------------- |
| Moins de 59 kg  | Ismael Borrero (CUB)    | Shinobu Ōta (JPN)       | Stig-André Berge (NOR)    |
| Moins de 59 kg  | Ismael Borrero (CUB)    | Shinobu Ōta (JPN)       | Elmurat Tasmuradov (UZB)  |
| Moins de 66 kg  | Davor Štefanek (SRB)    | Migran Arutyunyan (ARM) | Shmagi Bolkvadze (GEO)    |
| Moins de 66 kg  | Davor Štefanek (SRB)    | Migran Arutyunyan (ARM) | Rəsul Çunayev (AZE)       |
| Moins de 75 kg  | Roman Vlasov (RUS)      | Mark Madsen (DEN)       | Kim Hyeon-woo (KOR)       |
| Moins de 75 kg  | Roman Vlasov (RUS)      | Mark Madsen (DEN)       | Saeid Morad Abdvali (IRI) |
| Moins de 85 kg  | Davit Chakvetadze (RUS) | Zhan Beleniuk (UKR)     | Denis Kudla (GER)         |
| Moins de 85 kg  | Davit Chakvetadze (RUS) | Zhan Beleniuk (UKR)     | Javid Hamzatau (BLR)      |
| Moins de 98 kg  | Artur Aleksanyan (ARM)  | Yasmany Lugo (CUB)      | Cenk İldem (TUR)          |
| Moins de 98 kg  | Artur Aleksanyan (ARM)  | Yasmany Lugo (CUB)      | Ghasem Rezaei (IRI)       |
| Moins de 130 kg | Mijaín López (CUB)      | Rıza Kayaalp (TUR)      | Sergey Semenov (RUS)      |
| Moins de 130 kg | Mijaín López (CUB)      | Rıza Kayaalp (TUR)      | Sabah Şəriəti (AZE)       |

### Libre
| Épreuves        | Or                             | Argent                  | Bronze                     |
| --------------- | ------------------------------ | ----------------------- | -------------------------- |
| Hommes          |                                |                         |                            |
| Moins de 57 kg  | Vladimer Khinchegashvili (GEO) | Rei Higuchi (JPN)       | Hacı Əliyev (AZE)          |
| Moins de 57 kg  | Vladimer Khinchegashvili (GEO) | Rei Higuchi (JPN)       | Hassan Rahimi (IRI)        |
| Moins de 65 kg  | Soslan Ramonov (RUS)           | Toğrul Əsgərov (AZE)    | Frank Chamizo (ITA)        |
| Moins de 65 kg  | Soslan Ramonov (RUS)           | Toğrul Əsgərov (AZE)    | Ixtiyor Navroʻzov (UZB)    |
| Moins de 74 kg  | Hassan Yazdani (IRI)           | Aniuar Geduev (RUS)     | Soner Demirtaş (TUR)       |
| Moins de 74 kg  | Hassan Yazdani (IRI)           | Aniuar Geduev (RUS)     | Cəbrayıl Həsənov (AZE)     |
| Moins de 86 kg  | Abdulrashid Sadulaev (RUS)     | Selim Yaşar (TUR)       | J'den Cox (USA)            |
| Moins de 86 kg  | Abdulrashid Sadulaev (RUS)     | Selim Yaşar (TUR)       | Şərif Şərifov (AZE)        |
| Moins de 97 kg  | Kyle Snyder (USA)              | Xetaq Qazyumov (AZE)    | Magomed Ibragimov (UZB)    |
| Moins de 97 kg  | Kyle Snyder (USA)              | Xetaq Qazyumov (AZE)    | Albert Saritov (ROU)       |
| Moins de 125 kg | Taha Akgül (TUR)               | Komeil Ghasemi (IRI)    | Geno Petriashvili (GEO)    |
| Moins de 125 kg | Taha Akgül (TUR)               | Komeil Ghasemi (IRI)    | Ibrahim Saidau (BLR)       |
| Femmes          |                                |                         |                            |
| Moins de 48 kg  | Eri Tōsaka (JPN)               | Mariya Stadnik (AZE)    | Sun Yanan (CHN)            |
| Moins de 48 kg  | Eri Tōsaka (JPN)               | Mariya Stadnik (AZE)    | Elitsa Yankova (BUL)       |
| Moins de 53 kg  | Helen Maroulis (USA)           | Saori Yoshida (JPN)     | Sofia Mattsson (SWE)       |
| Moins de 53 kg  | Helen Maroulis (USA)           | Saori Yoshida (JPN)     | Nataliya Sinişin (AZE)     |
| Moins de 58 kg  | Kaori Ichō (JPN)               | Valeria Koblova (RUS)   | Marwa Amri (TUN)           |
| Moins de 58 kg  | Kaori Ichō (JPN)               | Valeria Koblova (RUS)   | Sakshi Malik (IND)         |
| Moins de 63 kg  | Risako Kawai (JPN)             | Maryia Mamashuk (BLR)   | Yekaterina Larionova (KAZ) |
| Moins de 63 kg  | Risako Kawai (JPN)             | Maryia Mamashuk (BLR)   | Monika Michalik (POL)      |
| Moins de 69 kg  | Sara Doshō (JPN)               | Natalia Vorobieva (RUS) | Jenny Fransson (SWE)       |
| Moins de 69 kg  | Sara Doshō (JPN)               | Natalia Vorobieva (RUS) | Elmira Syzdykova (KAZ)     |
| Moins de 75 kg  | Erica Wiebe (CAN)              | Guzel Manyurova (KAZ)   | Ekaterina Bukina (RUS)     |
| Moins de 75 kg  | Erica Wiebe (CAN)              | Guzel Manyurova (KAZ)   | Zhang Fengliu (CHN)        |

## Natation
| Épreuves                    | Or | Argent | Bronze                                                                                         |
| --------------------------- | --- | --- | ---------------------------------------------------------------------------------------------- |
| Hommes                      | | |                                                                                                |
| 50 m nage libre             | Anthony Ervin (USA) | Florent Manaudou (FRA)                                                                                           | Nathan Adrian (USA)                                                                            |
| 100 m nage libre            | Kyle Chalmers (AUS) | Pieter Timmers (BEL)                                                                                             | Nathan Adrian (USA)                                                                            |
| 200 m nage libre            | Sun Yang (CHN) | Chad le Clos (RSA)                                                                                               | Conor Dwyer (USA)                                                                              |
| 400 m nage libre            | Mack Horton (AUS) | Sun Yang (CHN)                                                                                                   | Gabriele Detti (ITA)                                                                           |
| 1 500 m nage libre          | Gregorio Paltrinieri (ITA)                                                                                               | Connor Jaeger (USA)                                                                                              | Gabriele Detti (ITA)                                                                           |
| 100 m dos                   | Ryan Murphy (USA) | Xu Jiayu (CHN)                                                                                                   | David Plummer (USA)                                                                            |
| 200 m dos                   | Ryan Murphy (USA) | Mitch Larkin (AUS)                                                                                               | Ievgueni Rylov (RUS)                                                                           |
| 100 m brasse                | Adam Peaty (GBR) | Cameron van der Burgh (RSA)                                                                                      | Cody Miller (USA)                                                                              |
| 200 m brasse                | Dmitriy Balandin (KAZ)                                                                                                   | Josh Prenot (USA)                                                                                                | Anton Chupkov (RUS)                                                                            |
| 100 m papillon              | Joseph Schooling (SIN)                                                                                                   | László Cseh (HUN) Chad le Clos (RSA) Michael Phelps (USA)                                                        | -                                                                                              |
| 200 m papillon              | Michael Phelps (USA) | Masato Sakai (JPN)                                                                                               | Tamás Kenderesi (HUN)                                                                          |
| 200 m 4 nages               | Michael Phelps (USA) | Kōsuke Hagino (JPN)                                                                                              | Wang Shun (CHN)                                                                                |
| 400 m 4 nages               | Kōsuke Hagino (JPN) | Chase Kalisz (USA)                                                                                               | Daiya Seto (JPN)                                                                               |
| Relais 4 × 100 m nage libre | États-Unis Nathan Adrian Caeleb Dressel Anthony Ervin Jimmy Feigen Ryan Held Blake Pieroni Michael Phelps                | France Fabien Gilot Florent Manaudou Mehdy Metella William Meynard Clément Mignon Jérémy Stravius                | Australie Matthew Abood James Roberts Kyle Chalmers James Magnussen Cameron McEvoy             |
| Relais 4 × 200 m nage libre | États-Unis Gunnar Bentz Jack Conger Conor Dwyer Francis Haas Ryan Lochte Michael Phelps Clark Smith                      | Grande-Bretagne James Guy Stephen Milne Duncan Scott Robbie Renwick Daniel Wallace                               | Japon Kōsuke Hagino Naito Ehara Yuki Kobori Takeshi Matsuda                                    |
| Relais 4 × 100 m 4 nages    | États-Unis Ryan Murphy Cody Miller Michael Phelps Nathan Adrian David Plummer Kevin Cordes Thomas Shields Caeleb Dressel | Grande-Bretagne Chris Walker-Hebborn Adam Peaty James Guy Duncan Scott                                           | Australie Mitch Larkin Jake Packard David Morgan Kyle Chalmers Cameron McEvoy                  |
| Eau vive 10 km              | Ferry Weertman (NED) | Spyrídon Yianniótis (GRE)                                                                                        | Marc-Antoine Olivier (FRA)                                                                     |
| Femmes                      | | |                                                                                                |
| 50 m nage libre             | Pernille Blume (DEN) | Simone Manuel (USA)                                                                                              | Aliaksandra Herasimenia (BLR)                                                                  |
| 100 m nage libre            | Simone Manuel (USA) Penny Oleksiak (CAN)                                                                                 | - | Sarah Sjöström (SWE)                                                                           |
| 200 m nage libre            | Katie Ledecky (USA) | Sarah Sjöström (SWE)                                                                                             | Emma McKeon (AUS)                                                                              |
| 400 m nage libre            | Katie Ledecky (USA) | Jazmin Carlin (GBR)                                                                                              | Leah Smith (USA)                                                                               |
| 800 m nage libre            | Katie Ledecky (USA) | Jazmin Carlin (GBR)                                                                                              | Boglárka Kapás (HUN)                                                                           |
| 100 m dos                   | Katinka Hosszú (HUN) | Kathleen Baker (USA)                                                                                             | Kylie Masse (CAN) Fu Yuanhui (CHN)                                                             |
| 200 m dos                   | Madeline Dirado (USA) | Katinka Hosszú (HUN)                                                                                             | Hilary Caldwell (CAN)                                                                          |
| 100 m brasse                | Lilly King (USA) | Yuliya Efimova (RUS)                                                                                             | Katie Meili (USA)                                                                              |
| 200 m brasse                | Rie Kaneto (JPN) | Yuliya Efimova (RUS)                                                                                             | Shi Jinglin (CHN)                                                                              |
| 100 m papillon              | Sarah Sjöström (SWE) | Penny Oleksiak (CAN)                                                                                             | Dana Vollmer (USA)                                                                             |
| 200 m papillon              | Mireia Belmonte (ESP) | Madeline Groves (AUS)                                                                                            | Natsumi Hoshi (JPN)                                                                            |
| 200 m 4 nages               | Katinka Hosszú (HUN) | Siobhan-Marie O'Connor (GBR)                                                                                     | Madeline Dirado (USA)                                                                          |
| 400 m 4 nages               | Katinka Hosszú (HUN) | Madeline Dirado (USA)                                                                                            | Mireia Belmonte (ESP)                                                                          |
| Relais 4 × 100 m nage libre | Australie Emma McKeon Brittany Elmslie Bronte Campbell Cate Campbell Madison Wilson                                      | États-Unis Simone Manuel Abbey Weitzeil Dana Vollmer Katie Ledecky Lia Neal Allison Schmitt Amanda Weir          | Canada Sandrine Mainville Chantal van Landeghem Taylor Ruck Penny Oleksiak Michelle Williams   |
| Relais 4 × 200 m nage libre | États-Unis Madeline Dirado Missy Franklin Katie Ledecky Melanie Margalis Cierra Runge Allison Schmitt Leah Smith         | Australie Jessica Ashwood Leah Neale Emma McKeon Bronte Barratt Tamsin Cook                                      | Canada Kennedy Goss Brittany MacLean Penny Oleksiak Emily Overholt Taylor Ruck Katerine Savard |
| Relais 4 × 100 m 4 nages    | États-Unis Kathleen Baker Lilly King Simone Manuel Katie Meili Olivia Smoliga Dana Vollmer Abbey Weitzeil Kelsi Worrell  | Australie Cate Campbell Brittany Elmslie Madeline Groves Emma McKeon Taylor McKeown Emily Seebohm Madison Wilson | Danemark Pernille Blume Mie Nielsen Jeanette Ottesen Rikke Møller Pedersen                     |
| Eau vive 10 km              | Sharon van Rouwendaal (NED)                                                                                              | Rachele Bruni (ITA)                                                                                              | Poliana Okimoto (BRA)                                                                          |

## Natation synchronisée
| Épreuves | Or | Argent                                                                                                   | Bronze |
| -------- | --- | --- | --- |
| Duo      | Russie Natalia Ishchenko Svetlana Romashina | Chine Huang Xuechen Sun Wenyan                                                                           | Japon Yukiko Inui Risako Mitsui                                                                                              |
| Ballet   | Russie Vlada Chigireva Natalia Ishchenko Svetlana Kolesnichenko Aleksandra Patskevich Ielena Prokofieva Svetlana Romashina Alla Shishkina Maria Shurochkina Gelena Topilina | Chine Gu Xiao Guo Li Huang Xuechen Li Xiaolu Liang Xinping Sun Wenyan Tang Mengni Yin Chengxin Zeng Zhen | Japon Aika Hakoyama Aiko Hayashi Yukiko Inui Kei Marumo Risako Mitsui Kanami Nakamaki Mai Nakamura Kano Omata Kurumi Yoshida |

## Pentathlon moderne
| Épreuves | Or                     | Argent                   | Bronze                 |
| -------- | ---------------------- | ------------------------ | ---------------------- |
| Hommes   | Aleksander Lesun (RUS) | Pavlo Tymoshchenko (UKR) | Ismael Hernández (MEX) |
| Femmes   | Chloe Esposito (AUS)   | Élodie Clouvel (FRA)     | Oktawia Nowacka (POL)  |

## Plongeon
| Épreuves                    | Or                                       | Argent                                   | Bronze                                      |
| --------------------------- | ---------------------------------------- | ---------------------------------------- | ------------------------------------------- |
| Hommes                      |                                          |                                          |                                             |
| Tremplin à 3 m              | Cao Yuan (CHN)                           | Jack Laugher (GBR)                       | Patrick Hausding (GER)                      |
| Haut-vol à 10 m             | Chen Aisen (CHN)                         | Germán Sánchez (MEX)                     | David Boudia (USA)                          |
| Tremplin à 3 m synchronisé  | Grande-Bretagne Jack Laugher Chris Mears | États-Unis Sam Dorman Michael Hixon      | Chine Cao Yuan Qin Kai                      |
| Haut-vol à 10 m synchronisé | Chine Lin Yue Chen Aisen                 | États-Unis David Boudia Steele Johnson   | Grande-Bretagne Tom Daley Daniel Goodfellow |
| Femmes                      |                                          |                                          |                                             |
| Tremplin à 3 m              | Shi Tingmao (CHN)                        | He Zi (CHN)                              | Tania Cagnotto (ITA)                        |
| Haut-vol à 10 m             | Ren Qian (CHN)                           | Si Yajie (CHN)                           | Meaghan Benfeito (CAN)                      |
| Tremplin à 3 m synchronisé  | Chine Wu Minxia Shi Tingmao              | Italie Tania Cagnotto Francesca Dallapé  | Australie Maddison Keeney Anabelle Smith    |
| Haut-vol à 10 m synchronisé | Chine Liu Huixia Chen Ruolin             | Malaisie Cheong Jun Hoong Pandelela Pamg | Canada Meaghan Benfeito Roseline Filion     |

## Rugby à sept
| Épreuves         | Or | Argent | Bronze |
| ---------------- | --- | --- | --- |
| Tournoi masculin | Fidji Masivesi Dakuwaqa Apisai Domolailai Osea Kolinisau Semi Kunatani Viliame Mata Leone Nakarawa Vatemo Ravouvou Kitione Taliga Josua Tuisova Jerry Tuwai Jasa Veremalua Samisoni Viriviri | Grande-Bretagne Mark Bennett Daniel Bibby Phil Burgess Sam Cross James Davies Oliver Lindsay-Hague Tom Mitchell Dan Norton Mark Robertson James Rodwell Marcus Watson Ruaridh McConnochie           | Afrique du Sud Cecil Afrika Tim Agaba Kyle Brown Justin Geduld Francois Hougaard Juan de Jongh Cheslin Kolbe Werner Kok Dylan Sage Kwagga Smith Philip Snyman Roscko Speckman              |
| Tournoi féminin  | Australie Nicole Beck Charlotte Caslick Emilee Cherry Chloe Dalton Gemma Etheridge Ellia Green Shannon Parry Evania Pelite Alicia Quirk Emma Tonegato Amy Turner Sharni Williams             | Nouvelle-Zélande Shakira Baker Kelly Brazier Gayle Broughton Theresa Fitzpatrick Sarah Goss Huriana Manuel Kayla McAlister Tyla Nathan-Wong Terina Te Tamaki Ruby Tui Niall Williams Portia Woodman | Canada Brittany Benn Hannah Darling Bianca Farella Jennifer Kish Ghislaine Landry Megan Lukan Kayla Moleschi Karen Paquin Kelly Russell Ashley Steacy Natasha Watcham-Roy Charity Williams |

## Taekwondo
| Épreuves                     | Or                    | Argent                     | Bronze                       |
| ---------------------------- | --------------------- | -------------------------- | ---------------------------- |
| Hommes                       |                       |                            |                              |
| Poids mouches Moins de 58 kg | Zhao Shuai (CHN)      | Tawin Hanprab (THA)        | Kim Tae-hun (KOR)            |
| Poids mouches Moins de 58 kg | Zhao Shuai (CHN)      | Tawin Hanprab (THA)        | Luisito Pie (DOM)            |
| Poids légers Moins de 68 kg  | Ahmad Abughaush (JOR) | Alekseï Denissenko (RUS)   | Joel González (ESP)          |
| Poids légers Moins de 68 kg  | Ahmad Abughaush (JOR) | Alekseï Denissenko (RUS)   | Lee Dae-hoon (KOR)           |
| Poids moyens Moins de 80 kg  | Cheick Cissé (CIV)    | Lutalo Muhammad (GBR)      | Oussama Oueslati (TUN)       |
| Poids moyens Moins de 80 kg  | Cheick Cissé (CIV)    | Lutalo Muhammad (GBR)      | Milad Beigi (AZE)            |
| Poids lourds Plus de 80 kg   | Radik Isayev (AZE)    | Abdoulrazak Issoufou (NIG) | Cha Dong-min (KOR)           |
| Poids lourds Plus de 80 kg   | Radik Isayev (AZE)    | Abdoulrazak Issoufou (NIG) | Maicon Siqueira (BRA)        |
| Femmes                       |                       |                            |                              |
| Poids mouches Moins de 49 kg | Kim So-hui (KOR)      | Tijana Bogdanović (SRB)    | Patimat Abakarova (AZE)      |
| Poids mouches Moins de 49 kg | Kim So-hui (KOR)      | Tijana Bogdanović (SRB)    | Panipak Wongpattanakit (THA) |
| Poids légers Moins de 57 kg  | Jade Jones (GBR)      | Eva Calvo Gómez (ESP)      | Kimia Alizadeh (IRI)         |
| Poids légers Moins de 57 kg  | Jade Jones (GBR)      | Eva Calvo Gómez (ESP)      | Hedaya Wahba (EGY)           |
| Poids moyens Moins de 67 kg  | Oh Hye-ri (KOR)       | Haby Niaré (FRA)           | Ruth Gbagbi (CIV)            |
| Poids moyens Moins de 67 kg  | Oh Hye-ri (KOR)       | Haby Niaré (FRA)           | Nur Tatar (TUR)              |
| Poids lourds Plus de 67 kg   | Zheng Shuyin (CHN)    | María Espinoza (MEX)       | Jackie Galloway (USA)        |
| Poids lourds Plus de 67 kg   | Zheng Shuyin (CHN)    | María Espinoza (MEX)       | Bianca Walkden (GBR)         |

## Tennis
| Épreuves         | Or                                         | Argent                                 | Bronze                                             |
| ---------------- | ------------------------------------------ | -------------------------------------- | -------------------------------------------------- |
| Simple messieurs | Andy Murray (GBR)                          | Juan Martín del Potro (ARG)            | Kei Nishikori (JPN)                                |
| Simple dames     | Mónica Puig (PUR)                          | Angelique Kerber (GER)                 | Petra Kvitová (CZE)                                |
| Double messieurs | Espagne Marc López Rafael Nadal            | Roumanie Florin Mergea Horia Tecău     | États-Unis Steve Johnson Jack Sock                 |
| Double dames     | Russie Ekaterina Makarova Elena Vesnina    | Suisse Timea Bacsinszky Martina Hingis | République tchèque Lucie Šafářová Barbora Strýcová |
| Double mixte     | États-Unis Bethanie Mattek-Sands Jack Sock | États-Unis Venus Williams Rajeev Ram   | République tchèque Lucie Hradecká Radek Štěpánek   |

## Tennis de table
| Épreuves    | Or                                    | Argent                                        | Bronze                                                |
| ----------- | ------------------------------------- | --------------------------------------------- | ----------------------------------------------------- |
| Hommes      |                                       |                                               |                                                       |
| Simple      | Ma Long (CHN)                         | Zhang Jike (CHN)                              | Jun Mizutani (JPN)                                    |
| Par équipes | Chine Ma Long Xu Xin Zhang Jike       | Japon Koki Niwa Jun Mizutani Maharu Yoshimura | Allemagne Timo Boll Dimitrij Ovtcharov Bastian Steger |
| Femmes      |                                       |                                               |                                                       |
| Simple      | Ding Ning (CHN)                       | Li Xiaoxia (CHN)                              | Kim Song-i (PRK)                                      |
| Par équipes | Chine Ding Ning Li Xiaoxia Liu Shiwen | Allemagne Han Ying Shan Xiaona Petrissa Solja | Japon Ai Fukuhara Mima Ito Kasumi Ishikawa            |

## Tir
| Épreuves                     | Or                      | Argent                       | Bronze                      |
| ---------------------------- | ----------------------- | ---------------------------- | --------------------------- |
| Hommes                       |                         |                              |                             |
| Carabine à 10 m air comprimé | Niccolò Campriani (ITA) | Serhiy Kulish (UKR)          | Vladimir Maslennikov (RUS)  |
| Carabine à 50 m 3 positions  | Niccolò Campriani (ITA) | Sergueï Kamenskiy (RUS)      | Alexis Raynaud (FRA)        |
| Carabine à 50 m tir couché   | Henri Junghänel (GER)   | Kim Jong-hyun (KOR)          | Kirill Grigoryan (RUS)      |
| Pistolet à 10 m air comprimé | Hoàng Xuân Vinh (VIE)   | Felipe Almeida Wu (BRA)      | Pang Wei (CHN)              |
| Pistolet à 25 m tir rapide   | Christian Reitz (GER)   | Jean Quiquampoix (FRA)       | Li Yuehong (CHN)            |
| Pistolet à 50 m              | Jin Jong-oh (KOR)       | Hoàng Xuân Vinh (VIE)        | Kim Song-guk (PRK)          |
| Skeet                        | Gabriele Rossetti (ITA) | Marcus Svensson (SWE)        | Abdullah al-Rashidi (IOA)   |
| Trap                         | Josip Glasnović (CRO)   | Giovanni Pellielo (ITA)      | Edward Ling (GBR)           |
| Double Trap                  | Fehaid al-Deehani (IOA) | Marco Innocenti (ITA)        | Steven Scott (GBR)          |
| Femmes                       |                         |                              |                             |
| Carabine à 10 m air comprimé | Virginia Thrasher (USA) | Du Li (CHN)                  | Yi Siling (CHN)             |
| Carabine 50 m 3 positions    | Barbara Engleder (GER)  | Zhang Binbin (CHN)           | Du Li (CHN)                 |
| Pistolet à 10 m air comprimé | Zhang Mengxue (CHN)     | Vitalina Batsarashkina (RUS) | Ánna Korakáki (GRE)         |
| Pistolet à 25 m              | Ánna Korakáki (GRE)     | Monika Karsch (GER)          | Heidi Diethelm Gerber (SUI) |
| Skeet                        | Diana Bacosi (ITA)      | Chiara Cainero (ITA)         | Kim Rhode (USA)             |
| Trap                         | Catherine Skinner (AUS) | Natalie Rooney (NZL)         | Corey Cogdell (USA)         |

## Tir à l'arc
| Épreuves    | Or                                                 | Argent                                                    | Bronze                                                 |
| ----------- | -------------------------------------------------- | --------------------------------------------------------- | ------------------------------------------------------ |
| Hommes      |                                                    |                                                           |                                                        |
| Individuel  | Ku Bon-chan (KOR)                                  | Jean-Charles Valladont (FRA)                              | Brady Ellison (USA)                                    |
| Par équipes | Corée du Sud Kim Woo-jin Ku Bon-chan Lee Seung-yun | États-Unis Brady Ellison Zach Garrett Jake Kaminski       | Australie Alec Potts Ryan Tyack Taylor Worth           |
| Femmes      |                                                    |                                                           |                                                        |
| Individuel  | Chang Hye-jin (KOR)                                | Lisa Unruh (GER)                                          | Ki Bo-bae (KOR)                                        |
| Par équipes | Corée du Sud Chang Hye-jin Choi Mi-sun Ki Bo-bae   | Russie Tuyana Dashidorzhieva Ksenia Perova Inna Stepanova | Taipei chinois Le Chien-ying Lin Shih-chia Tan Ya-ting |

## Trampoline
| Épreuves | Or                         | Argent            | Bronze        |
| -------- | -------------------------- | ----------------- | ------------- |
| Hommes   | Uladzislau Hancharou (BLR) | Dong Dong (CHN)   | Gao Lei (CHN) |
| Femmes   | Rosannagh MacLennan (CAN)  | Bryony Page (GBR) | Li Dan (CHN)  |

## Triathlon
| Épreuves | Or                      | Argent                  | Bronze               |
| -------- | ----------------------- | ----------------------- | -------------------- |
| Hommes   | Alistair Brownlee (GBR) | Jonathan Brownlee (GBR) | Henri Schoeman (RSA) |
| Femmes   | Gwen Jorgensen (USA)    | Nicola Spirig (SUI)     | Vicky Holland (GBR)  |

## Voile
| Épreuves     | Or                                               | Argent                                    | Bronze                                     |
| ------------ | ------------------------------------------------ | ----------------------------------------- | ------------------------------------------ |
| Hommes       |                                                  |                                           |                                            |
| Laser        | Tom Burton (AUS)                                 | Tonči Stipanović (CRO)                    | Sam Meech (NZL)                            |
| Finn         | Giles Scott (GBR)                                | Vasilij Žbogar (SLO)                      | Caleb Paine (USA)                          |
| RS:X         | Dorian van Rijsselberghe (NED)                   | Nick Dempsey (GBR)                        | Pierre Le Coq (FRA)                        |
| 470          | Croatie Šime Fantela Igor Marenić                | Australie Mathew Belcher Will Ryan        | Grèce Pávlos Kayialís Panayiótis Mántis    |
| 49er         | Nouvelle-Zélande Peter Burling Blair Tuke        | Australie Iain Jensen Nathan Outteridge   | Allemagne Erik Heil Thomas Plössel         |
| Femmes       |                                                  |                                           |                                            |
| Laser Radial | Marit Bouwmeester (NED)                          | Annalise Murphy (IRL)                     | Anne-Marie Rindom (DEN)                    |
| RS:X         | Charline Picon (FRA)                             | Chen Peina (CHN)                          | Stefaniya Elfutina (RUS)                   |
| 470          | Grande-Bretagne Saskia Clark Hannah Mills        | Nouvelle-Zélande Jo Aleh Olivia Powrie    | France Hélène Defrance Camille Lecointre   |
| 49er FX      | Brésil Martine Grael Kahena Kunze                | Nouvelle-Zélande Alex Maloney Molly Meech | Danemark Jena Hansen Katja Salskov-Iversen |
| Mixte        |                                                  |                                           |                                            |
| Nacra 17     | Argentine Santiago Lange Cecilia Carranza Saroli | Australie Lisa Darmanin Jason Waterhouse  | Autriche Tanja Frank Thomas Zajac          |

## Volley-ball

### Beach-Volley
| Épreuves         | Or                                        | Argent                                  | Bronze                                     |
| ---------------- | ----------------------------------------- | --------------------------------------- | ------------------------------------------ |
| Tournoi masculin | Brésil Alison Cerutti Bruno Oscar Schmidt | Italie Daniele Lupo Paolo Nicolai       | Pays-Bas Alexander Brouwer Robert Meeuwsen |
| Tournoi féminin  | Allemagne Laura Ludwig Kira Walkenhorst   | Brésil Ágatha Bednarczuk Bárbara Seixas | États-Unis April Ross Kerri Walsh          |

### En salle
| Épreuves         | Or | Argent | Bronze |
| ---------------- | --- | --- | --- |
| Tournoi masculin | Brésil William Arjona Éder Carbonera Wallace de Souza Luiz Felipe Fonteles Evandro Guerra Ricardo Lucarelli de Souza Bruno Rezende Lucas Saatkamp Sérgio Santos Mauricio Borges Silva Douglas Souza Maurício Luiz de Souza | Italie Oleg Antonov Emanuele Birarelli Simone Buti Massimo Colaci Simone Giannelli Osmany Juantorena Filippo Lanza Matteo Piano Salvatore Rossini Daniele Sottile Luca Vettori Ivan Zaytsev               | États-Unis Matt Anderson Micah Christenson Maxwell Holt Thomas Jaeschke David Lee William Priddy Aaron Russell Taylor Sander Erik Shoji Kawika Shoji David Smith Murphy Troy               |
| Tournoi féminin  | Chine Ding Xia Gong Xiangyu Hui Ruoqi Lin Li Liu Xiaotong Wei Qiuyue Xu Yunli Yan Ni Yang Fangxu Yuan Xinyue Zhang Changning Zhu Ting                                                                                      | Serbie Tijana Bošković Jovana Brakočević Bianka Buša Tijana Malešević Brankica Mihajlović Jelena Nikolić Maja Ognjenović Silvija Popović Milena Rašić Jovana Stevanović Stefana Veljković Bojana Živković | États-Unis Rachael Adams Foluke Akinradewo Kayla Banwarth Alisha Glass Christa Harmotto Kimberly Hill Jordan Larson Carli Lloyd Karsta Lowe Kelly Murphy Kelsey Robinson Courtney Thompson |

## Water-polo
| Épreuves         | Or | Argent | Bronze |
| ---------------- | --- | --- | --- |
| Tournoi masculin | Serbie Milan Aleksić Miloš Ćuk Filip Filipović Živko Gocić Nikola Jakšić Dušan Mandić Branislav Mitrović Stefan Mitrović Slobodan Nikić Duško Pijetlović Gojko Pijetlović Andrija Prlainović Sava Ranđelović  | Croatie Marko Bijač Luka Bukić Damir Burić Andro Bušlje Xavier García Maro Joković Ivan Krapić Luka Lončar Marko Macan Josip Pavić Antonio Petković Anđelo Šetka Sandro Sukno                                        | Italie Matteo Aicardi Michaël Bodegas Marco Del Lungo Francesco Di Fulvio Pietro Figlioli Andrea Fondelli Valentino Gallo Niccolò Gitto Alessandro Nora Christian Presciutti Nicholas Presciutti Stefano Tempesti Alessandro Velotto |
| Tournoi féminin  | États-Unis KK Clark Kami Craig Rachel Fattal Aria Fischer Makenzie Fischer Kaleigh Gilchrist Sami Hill Ashleigh Johnson Courtney Mathewson Madeline Musselman Kiley Neushul Melissa Seidemann Maggie Steffens | Italie Rosaria Aiello Roberta Bianconi Aleksandra Cotti Tania Di Mario Giulia Emmolo Teresa Frassinetti Arianna Garibotti Giulia Gorlero Francesca Pomeri Elisa Queirolo Federica Radicchi Chiara Tabani Laura Teani | Russie Maria Borisova Nadezhda Glyzina Olga Gorbunova Anna Grineva Evgeniya Ivanova Elvina Karimova Anna Karnaukh Ekaterina Lisunova Iekaterina Prokofieva Anastasia Simanovich Evgeniia Soboleva Anna Timofeeva Anna Ustyukhina     |

## Athlètes les plus médaillés
| Athlète           | Pays            | Sport       | Médaille d'or, Jeux olympiques | Médaille d'argent, Jeux olympiques | Médaille de bronze, Jeux olympiques | Total |
| Michael Phelps    | États-Unis      | Natation    | 5                              | 1                                  | 0                                   | 6     |
| Katie Ledecky     | États-Unis      | Natation    | 4                              | 1                                  | 0                                   | 5     |
| Simone Biles      | États-Unis      | Gymnastique | 4                              | 0                                  | 1                                   | 5     |
| Katinka Hosszú    | Hongrie         | Natation    | 3                              | 1                                  | 0                                   | 4     |
| Usain Bolt        | Jamaïque        | Athlétisme  | 3                              | 0                                  | 0                                   | 3     |
| Jason Kenny       | Grande-Bretagne | Cyclisme    | 3                              | 0                                  | 0                                   | 3     |
| Danuta Kozák      | Hongrie         | Canoë-kayak | 3                              | 0                                  | 0                                   | 3     |
| Ryan Murphy       | États-Unis      | Natation    | 3                              | 0                                  | 0                                   | 3     |
| Simone Manuel     | États-Unis      | Natation    | 2                              | 2                                  | 0                                   | 4     |
| Madeline Dirado   | États-Unis      | Natation    | 2                              | 1                                  | 1                                   | 4     |
| Allyson Felix     | États-Unis      | Athlétisme  | 2                              | 1                                  | 0                                   | 3     |
| Elaine Thompson   | Jamaïque        | Athlétisme  | 2                              | 1                                  | 0                                   | 3     |
| Nathan Adrian     | États-Unis      | Natation    | 2                              | 0                                  | 2                                   | 4     |
| Max Whitlock      | Grande-Bretagne | Gymnastique | 2                              | 0                                  | 1                                   | 3     |
| Emma McKeon       | Australie       | Natation    | 1                              | 2                                  | 1                                   | 4     |
| Alexandra Raisman | États-Unis      | Gymnastique | 1                              | 2                                  | 0                                   | 3     |
| Penny Oleksiak    | Canada          | Natation    | 1                              | 1                                  | 2                                   | 4     |
| Tori Bowie        | États-Unis      | Athlétisme  | 1                              | 1                                  | 1                                   | 3     |
| Kōsuke Hagino     | Japon           | Natation    | 1                              | 1                                  | 1                                   | 3     |
| Aliya Mustafina   | Russie          | Gymnastique | 1                              | 1                                  | 1                                   | 3     |
| Sarah Sjöström    | Suède           | Natation    | 1                              | 1                                  | 1                                   | 3     |
| Dana Vollmer      | États-Unis      | Natation    | 1                              | 1                                  | 1                                   | 3     |
| Kyle Chalmers     | Australie       | Natation    | 1                              | 0                                  | 2                                   | 3     |
| Denis Ablyazin    | Russie          | Gymnastique | 0                              | 2                                  | 1                                   | 3     |
| Isaquias Queiroz  | Brésil          | Canoë-kayak | 0                              | 2                                  | 1                                   | 3     |
| Andre De Grasse   | Canada          | Athlétisme  | 0                              | 1                                  | 2                                   | 3     |